# Рівер-Ридж (Луїзіана)
Рівер-Ридж (англ. River Ridge) — переписна місцевість (CDP) в США, в окрузі Джефферсон штату Луїзіана. Населення — 13 591 особа (2020).

## Географія
Рівер-Ридж розташований за координатами 29°57′30″ пн. ш. 90°13′19″ зх. д. / 29.95833° пн. ш. 90.22194° зх. д. (29.958265, -90.221894).  За даними Бюро перепису населення США в 2010 році переписна місцевість мала площу 9,19 км², з яких 7,24 км² — суходіл та 1,95 км² — водойми.

## Демографія
Згідно з переписом 2010 року, у переписній місцевості мешкали 13 494 особи в 5832 домогосподарствах у складі 3721 родини. Густота населення становила 1469 осіб/км².  Було 6316 помешкань (688/км²).
Расовий склад населення:
| - 84,3 % — білих - 12,1 % — чорних або афроамериканців - 0,9 % — азіатів - 0,2 % — корінних американців - 1,1 % — осіб інших рас |

До двох чи більше рас належало 1,4 %. Частка іспаномовних становила 5,2 % від усіх жителів.
За віковим діапазоном населення розподілялося таким чином: 20,1 % — особи молодші 18 років, 61,8 % — особи у віці 18—64 років, 18,1 % — особи у віці 65 років та старші. Медіана віку мешканця становила 45,7 року. На 100 осіб жіночої статі у переписній місцевості припадало 92,3 чоловіків;  на 100 жінок у віці від 18 років та старших — 90,1 чоловіків також старших 18 років.
Середній дохід на одне домашнє господарство  становив 86 580 доларів США (медіана — 62 362), а середній дохід на одну сім'ю — 109 211 долар (медіана — 78 105). Медіана доходів становила 59 543 долари для чоловіків та 43 698 доларів для жінок. За межею бідності перебувало 6,9 % осіб, у тому числі 8,0 % дітей у віці до 18 років та 7,8 % осіб у віці 65 років та старших.
Цивільне працевлаштоване населення становило 6731 особа. Основні галузі зайнятості: освіта, охорона здоров'я та соціальна допомога — 23,5 %, науковці, спеціалісти, менеджери — 12,5 %, роздрібна торгівля — 10,0 %, будівництво — 8,7 %.